# Протестантизм в Афганистане
Протестантизм в Афганистане — крупнейшее направление христианства в стране. По данным исследовательского центра Pew Research Center в 2010 году в Афганистане проживало 30 тысяч протестантов, которые составляли 0,1 % населения этой страны.
По этнической принадлежности свыше половины афганских протестантов — постоянно живущие в стране иностранцы, в первую очередь американцы, немцы и англичане. (При этом, в общее число протестантов не включены военнослужащие международных сил содействия безопасности). Растёт число протестантов среди корейцев, китайцев и филиппинцев. Среди местного населения самые крупные протестантские общины существуют среди пуштунов, таджиков, хазарейцев и персов. Протестанты имеются также среди представителей народа брагуи, узбеков, пенджабцев и сикхов.
Часть афганских протестантов является так называемыми «изолированными радиоверующими», поддерживающими свою веру лишь благодаря радиопередачам.

## Исторический обзор
Древнейшее сообщение о существовании христианства на территории современного Афганистана содержится в сочинении «Книга законов стран», написанном Бардесаном или его учеником в нач. III в. Уже в V веке в Герате была создана епископская кафедра несторианской Церкви Востока; в VII в том же городе была создана епископская кафедра яковитской Западносирийской церкви. В конце средних веков несторианский епископ имелся в Кабуле. По всей видимости, афганское христианство было уничтожено во времена Тамерлана. В Новое время в Кабуле возникла армянская католическая церковь, просуществовавшая до 1898 года.

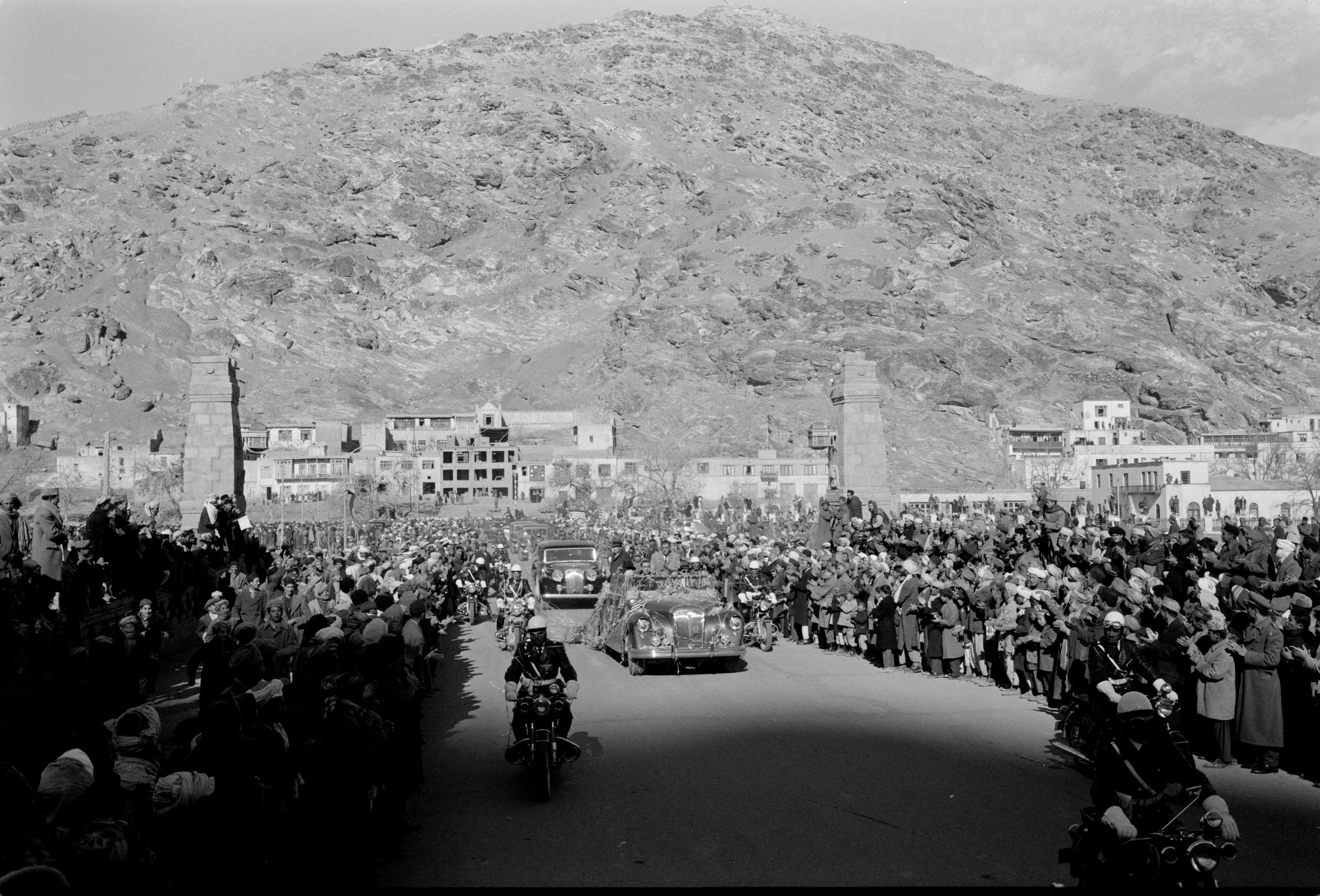
Кортеж американского президента Эйзенхауэра в Кабуле в 1959 году. В ходе визита было получено разрешение построить первый в Афганистане протестантский храм

Христианское присутствие было возобновлено в XX веке, с прибытием в страну западных дипломатов и технических специалистов. Благодаря контактам с ними, христианами стали некоторые местные жители. В 1952 году в Кабуле появилась Международная христианская церковь, бывшая межденоминационной евангелической общиной. В 1959 году американских президент Дуайт Эйзенхауэр, в ходе визита в Афганистан, попросил разрешения у короля Захир-шаха построить в Кабуле протестантский храм для общины. В 1970 году, при финансовой поддержке христиан всего мира, в столице был возведён первый протестантский храм, однако его снесли в 1973 году. В 1960-х годах в стране начали служение адвентисты. С 1966 года в Афганистане действует Международная афганская миссия (с 1978 — Международная миссия содействия), аффилированная с протестантами. В 1972 году служение в стране начали пятидесятнические миссионеры из Ассамблей Бога. С 1976 года открытые публичные богослужения христиан запрещены.
По некоторым данным, к 1970 году численность протестантов в Афганистане достигла 1,6 тыс. верующих (включая иностранцев). В 2000 году численность протестантов и верующих независимых церквей составила 5 тыс.

## Современное состояние

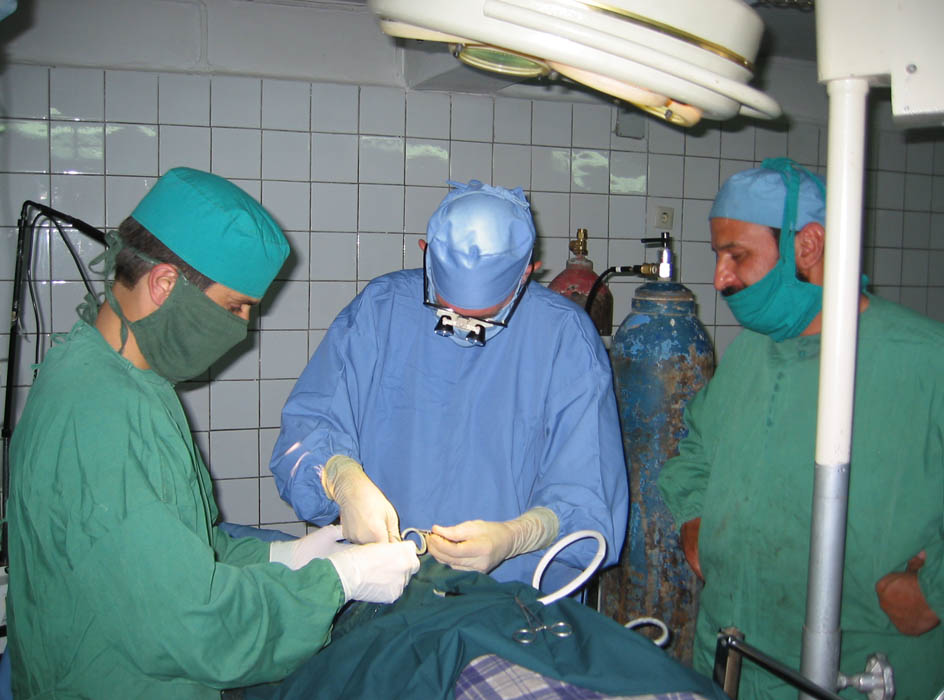
Операция в глазной клинике при Международной миссии содействия в Афганистане (2005 год)

В силу подпольного положения протестантов, достоверных данных об их служении в стране почти нет. Тем не менее, издание «Операция мир» содержит информацию о 2 англиканских и 240 протестантских общинах в стране в 2000 году. Из указанного числа 124 общины в вероучении и практике были пятидесятническими. Численность пятидесятников оценивалась в 2 тыс. человек (2000 год). В стране миссионерским служением занимаются Ассамблеи Бога. Прихожанами англиканских общин были 100 человек. По данным на 2011 год в Афганистане проживало трое адвентистов, однако не существовало ни одной организованной адвентистской общины.
После ввода коалиционных войск в Афганистан в 2001 году и свержения первого режима талибов в страну вернулись многие беженцы, принявшие на Западе христианство. Численность протестантов заметно выросла; в надежде на демократические перемены в Афганистан стали проникать протестантские миссии. Однако, миссионерский порыв протестантов во многом был охлаждён после захвата в заложники миссионеров из Южной Кореи в 2007 году и казни двоих из них. Нападения на миссионеров продолжаются; в 2010 году в провинции Бадахшан по обвинению в прозелитизме были расстреляны 10 членов Международной миссии содействия. Первоначально, ответственность за нападение взяло на себя движение Талибан.
Несмотря на преследования, в стране увеличивается число афганцев, перешедших в христианство. Бурю возмущения в афганском исламском сообществе вызвали фото- и видео- кадры, опубликованные местным телеканалом Noorin TV в 2010 году, на которых запечатлён обряд крещения мужчин и женщин в подпольной общине Кабула.